# Duilio Beretta
Duilio Beretta (* 25. Februar 1992 in Arequipa) ist ein ehemaliger peruanischer Tennisspieler.

## Karriere
Duilio Beretta spielte hauptsächlich auf der ATP Challenger Tour und der ITF Future Tour. Er konnte 5 Einzel- und 17 Doppelsiege auf der Future Tour feiern. Auf der Challenger Tour gewann er das Doppelturnier in Manta im Jahr 2012.
Duilio Beretta spielte ab 2010 für die peruanische Davis-Cup-Mannschaft. Für diese trat er in acht Begegnungen an, wobei er im Einzel eine Bilanz von 5:6 im Einzel und eine Doppelbilanz von 6:2 aufzuweisen hat.
2018 spielte sein letztes Profiturnier.

## Erfolge
| Legende (Anzahl der Siege)  |
| Grand Slam                  |
| ATP World Tour Finals       |
| ATP World Tour Masters 1000 |
| ATP World Tour 500          |
| ATP World Tour 250          |
| ATP Challenger Tour (1)     |

### Doppel

#### Turniersiege
| Nr. | Datum          | Turnier | Belag     | Partner     | Finalgegner                | Ergebnis |
| --- | -------------- | ------- | --------- | ----------- | -------------------------- | -------- |
| 1.  | 4. August 2012 | Manta   | Hartplatz | Renzo Olivo | Víctor Estrella João Souza | 6:3, 6:0 |